# Habronattus peckhami
Habronattus peckhami es una especie de araña saltadora del género Habronattus, familia Salticidae. Fue descrita científicamente por Banks en 1921.
Habita en los Estados Unidos.